# NGC 1851
NGC 1851 је збијено звездано јато у сазвежђу Голуб које се налази на NGC листи објеката дубоког неба.
Деклинација објекта је - 40° 2' 48" а ректасцензија 5h 14m 6,3s. Привидна величина (магнитуда) објекта NGC 1851 износи 7,1. NGC 1851 је још познат и под ознакама GCL 9, ESO 305-SC16.